# Acalypha deamii
Acalypha deamii é uma espécie de flor do gênero Acalypha, pertencente à família Euphorbiaceae.